# 毘沙門天種子板碑

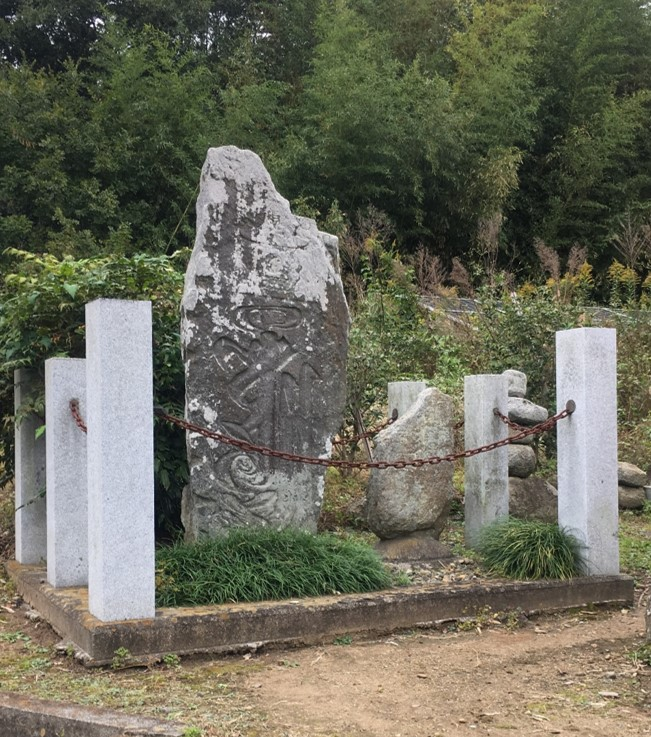
毘沙門天種子板碑、2016年10月30日

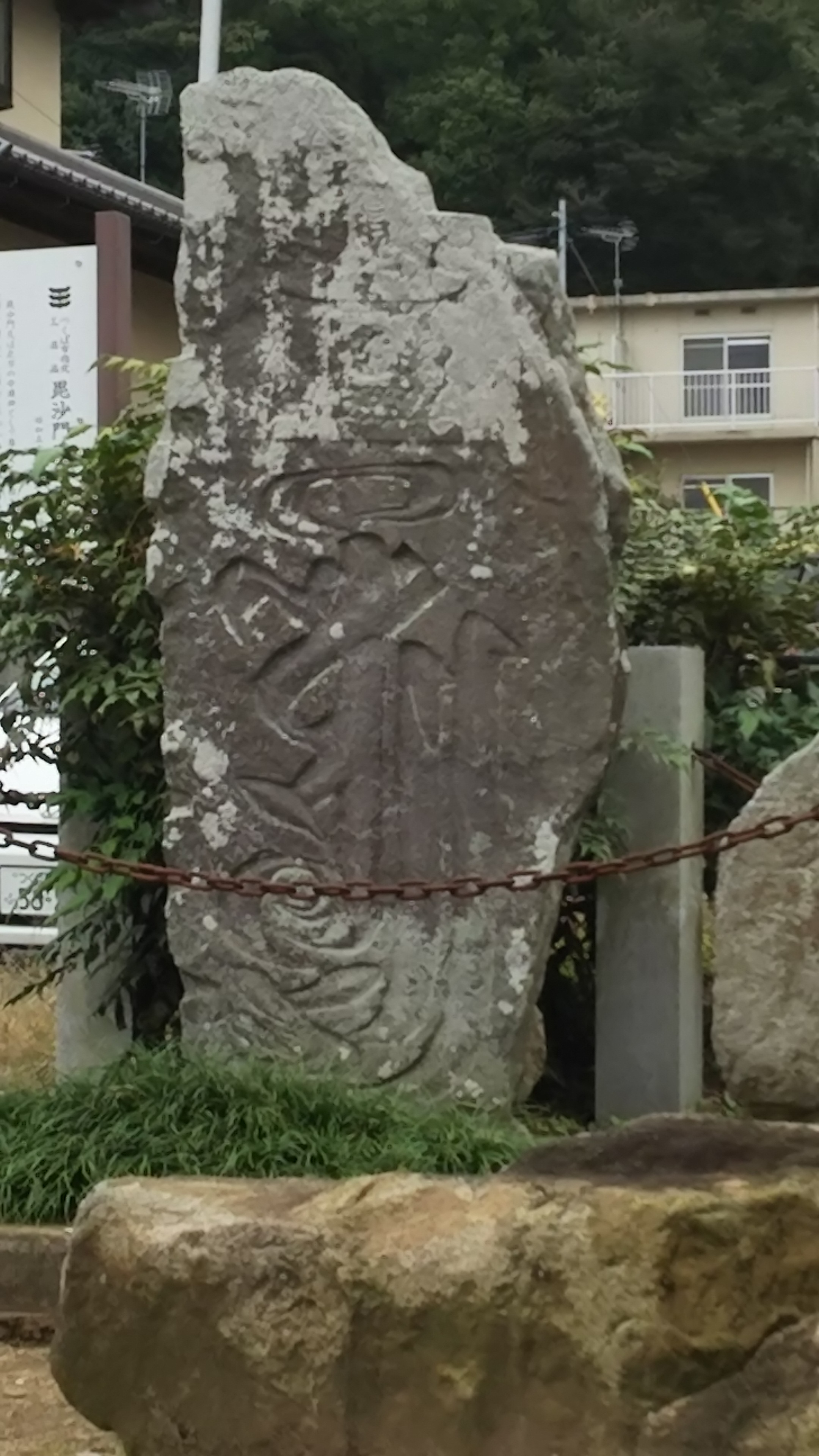
拡大図

毘沙門天種子板碑（びしゃもんてんしゅしいたび）は、茨城県つくば市北条にある板碑である。

## 概要
碑は黒雲母方岩からなる高さ170cm、幅82cm、厚さ14cmの板碑であり、つくば市指定文化財のひとつである。
製作年代は、鎌倉時代と推定され、周辺の地の鎌倉仏教文化を象徴する歴史資料となっている。
中央には古代インド文字の種子で毘沙門天を表すベイシラマンダヤが、上部には宝塔が刻まれている。